# Оксид фосфору(V)
Окси́д фо́сфору(V), фо́сфор(V) окси́д — неорганічна сполука складу P4O10 (також записується як P2O5). Найпоширеніший та найважливіший з оксидів фосфору. Утворюється при згорянні фосфору у вигляді білого густого диму, який осідає як пухка снігоподібна маса. При взаємодії фосфор оксиду з водою утворюється речовина червоного кольору яка змінює колір універсального індикатора. 
Сполука є кислотним оксидом — ангідридом ортофосфатної кислоти. Надзвичайно енергійно сполучається з водою, поглинає вологу з повітря, а також дегідратує деякі інші сполуки. Завдяки цій властивості оксид часто використовується в лабораторіях для осушування різних речовин.
Основним застосуванням оксиду є синтез ортофосфатної кислоти, а також її етерів.

## Структура

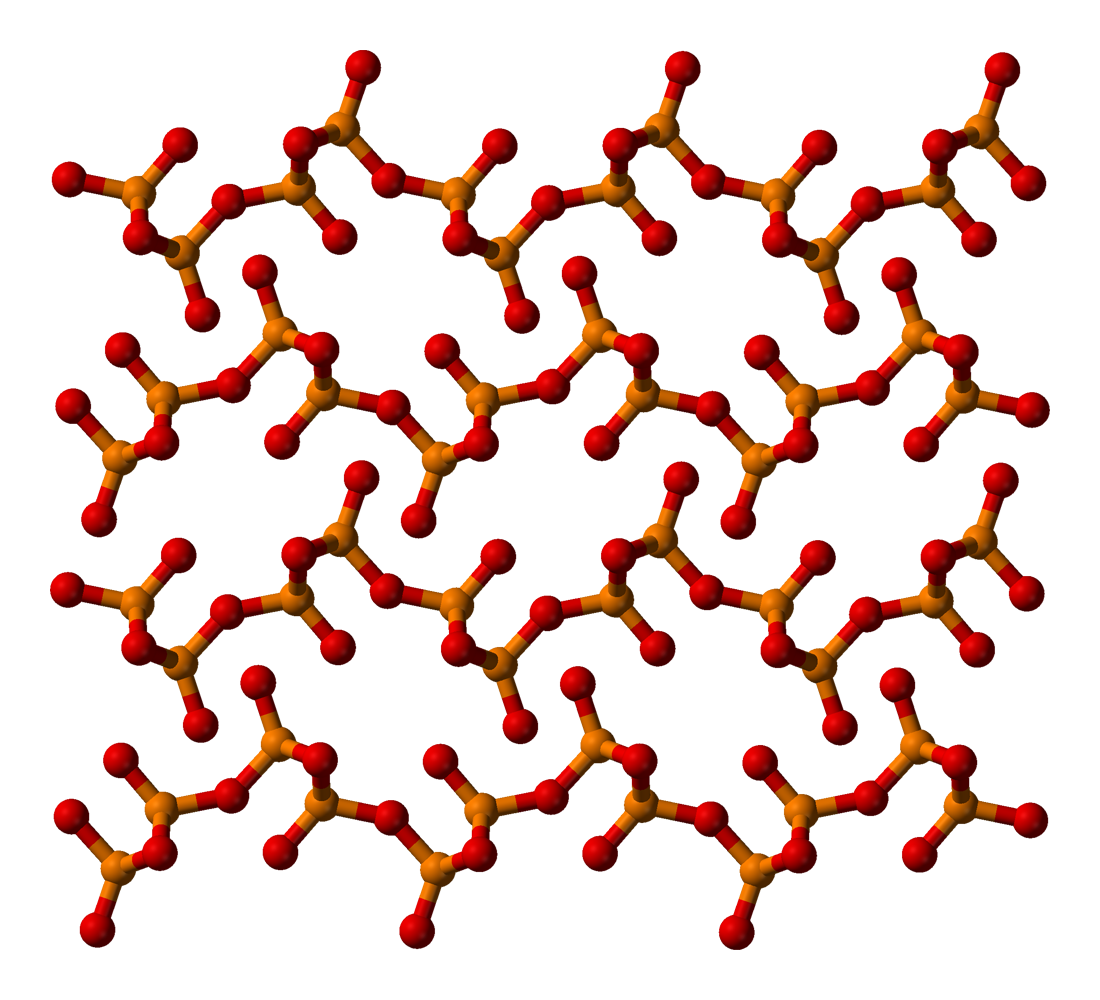
O'-форма оксиду фосфору

Гексагональна структура (H-форма або α-форма) оксиду фосфору складається з окремих молекул P4O10 і утворюється при поступовому охолодженні газуватої речовини. Вона є метастабільною і за певних умов може трансформуватися в інші форми. 

Метастабільна O-форма (орторомбічна) утворюється при нагріванні гексагональної протягом 2 годин при температурі 400 °C, а стабільна полімерна O'-форма — протягом 24 годин при температурі 450 °C.

## Отримання
Оксид фосфору синтезується шляхом спалювання чистого фосфору у контрольованому надлишку сухого повітря:
{\displaystyle \mathrm {P_{4}+5O_{2}\longrightarrow P_{4}O_{10}} }; ΔH = -2996,4 кДж/моль
Процес ведеться у камерах з неіржавної сталі, що обладнані потужним охолодженням (наприклад, водяним), тому як реакція окиснення фосфору є екстремально екзотермічною і надлишок тепла може пошкодити камеру  (температура всередині сягає 2000 °C).
Газуватий оксид фосфору переходить у більшу камеру (камеру витримки), де конденсується внаслідок зовнішнього охолодження камери (повітрям чи водою). Швидкість конденсації та агрегатий стан кінцевого продукту залежить від температури всередині камери витримки. Так, при високоефективному охолодженні (наприклад, водяному) утворюється дрібнодисперсний порошок, а якщо ж температура знаходитиметься у проміжку 170—200 °C, оксид утворюватиметься у вигляді гексагональних кристалів із більшою, ніж у порошку, густиною.
Вихід конденсації продукту становить близько 95 %, інші 5 % оксиду втрачаються у вигляді відхідних газів. Відхідні гази після камери пропускаються крізь розчин ортофосфатної кислоти, що дозволяє поглинати втрачений оксид фосфору. Утворений розчин поліфосфатних кислот згодом направляється на виробництво ортофосфатної кислоти.
Отриманий оксид фосфору(V) містить понад 99 % P4O10, до 0,3% оксиду фосфору(III) та деякі інші домішки: білий фосфор, арсен, залізо, фтор.

## Хімічні властивості
Розчиняючись у холодній воді, оксид P4O10 утворює цикло-тетраметафосфатну кислоту (HPO3)4, яка при подальшому нагріванні (до кипіння) деградує до ортофосфатної кислоти:
{\displaystyle \mathrm {P_{4}O_{10}+2H_{2}O{\xrightarrow {0^{o}C}}\ (HPO_{3})_{4}} }
{\displaystyle \mathrm {(HPO_{3})_{4}+4H_{2}O{\xrightarrow {boiling}}\ 4H_{3}PO_{4}} }
Метафосфатні кислоти також утворюються при взаємодії оксиду із деякими сильними кислотами (безводними):
{\displaystyle \mathrm {nP_{4}O_{10}+4nHClO_{4}{\xrightarrow {-25^{o}C,\ O_{3}}}\ 4(HPO_{3})_{n}+2nCl_{2}O_{7}} }
{\displaystyle \mathrm {nP_{4}O_{10}+4nHNO_{3}{\xrightarrow {0^{o}C}}\ 4(HPO_{3})_{n}+2nN_{2}O_{5}} }
Сполука є кислотним оксидом, тому легко взаємодіє з лугами:
{\displaystyle \mathrm {P_{4}O_{10}+12NaOH\rightarrow 4Na_{3}PO_{4}+6H_{2}O} }
При взаємодії з фтором та галогенідами фосфору оксид утворює оксогалогеніди:
{\displaystyle \mathrm {P_{4}O_{10}+F_{2}{\xrightarrow {100^{o}C}}\ 4POF_{3}+3O_{2}} }
{\displaystyle \mathrm {P_{4}O_{10}+6PCl_{5}{\xrightarrow {150-175^{o}C}}\ 10POCl_{3}} }
Відновлюється білим фосфором до оксиду фосфору(III)
{\displaystyle \mathrm {3P_{4}O_{10}+2P_{4}{\xrightarrow {50^{o}C}}5P_{4}O_{6}} }
Із активними металами (літієм, натрієм) утворює відповідні метафосфати і фосфіди:
{\displaystyle \mathrm {3P_{4}O_{10}+16Na{\xrightarrow {300-400^{o}C}}\ 10NaPO_{3}+2Na_{3}P} }

Пероксофосфатна кислота

Окиснюючись пероксидом водню, утворюються пероксофосфатна і дипероксофосфатна кислоти:
{\displaystyle \mathrm {P_{4}O_{10}+4H_{2}O_{2(conc.)}+2H_{2}O\longrightarrow 4H_{3}PO_{5}} }
{\displaystyle \mathrm {P_{4}O_{10}+8H_{2}O_{2}{\xrightarrow {-20^{o}C}}\ 4H_{3}PO_{6}+2H_{2}O} }
Також оксид фосфору утворює ряд органічних сполук — естерів фосфатної кислоти. Вони синтезується при взаємодії P4O10 з етерами, спиртами:
{\displaystyle \mathrm {P_{4}O_{10}+6(C_{2}H_{5})_{2}O{\xrightarrow {t}}\ (C_{2}H_{5}O)_{3}PO} }
{\displaystyle \mathrm {P_{4}O_{10}+CH_{3}OH{\xrightarrow {65^{o}C}}2(CH_{3}O)PO(OH)_{2}+2(CH_{3}O)_{2}PO(OH)} }
Оксид фосфору проявляє сильні зневоднюючі властивості: він дегідратує сульфатну кислоту до SO3, нітратну до N2O5, етанол до етену, аміди до відповідних нітрилів.

## Застосування
Основним застосуванням оксиду фосфору є виробництво ортофосфатної кислоти. Окрім цього він також застосовується як агент осушування в органічному синтезі (із тими сполуками, які не реагують з оксидом). Меншою мірою оксид використовується у синтезі естерів фосфатної кислоти.